# Argandse lamp

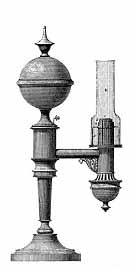
Oude argandse bureaulamp

Een argandse lamp of argandlamp is een bouwwijze voor een olielamp die rond 1783 werd geïntroduceerd door de Zwitserse schei- en werktuigkundige Aimé Argand (1755-1803) om een nagenoeg rookloze, roetvrije verbranding mogelijk te maken. Argand was de ontwikkeling van de lamp in 1781 begonnen en kreeg er in 1784 in Engeland patent op. Het werkingsprincipe is later overgenomen bij petroleumlampen.
Oorspronkelijk bestond de lamp uit twee in elkaar geschoven koperen buizen met daartussen een buisvormig gevlochten, holle lampenkous die in verbinding staat met een aparte olietank. Via de binnenste buis komt ook lucht bij de pit, zodat de lampenolie brandt met een ringvormige vlam die inwendig en uitwendig een goede luchttoevoer heeft, waardoor een vrijwel volledige verbranding mogelijk is. Voor een betere geleiding van de luchtstroom – en dus een gelijkmatige, rustige vlam – plaatste Argand daar aanvankelijk nog een schoorsteentje van blik boven, maar hij verving dit niet veel later (in 1784) door een glazen versie: het lampenglas.
Later kwamen er ook modellen die op vergelijkbare manier een aantal holle pitten concentrisch in elkaar plaatsten voor een hogere, geconcentreerde lichtopbrengst. Dit soort argandlampen maakte indertijd onder andere een grote sprong voorwaarts mogelijk bij de techniek voor vuurtorens en theaterverlichting.